# The Children's Friend (revista britânica)

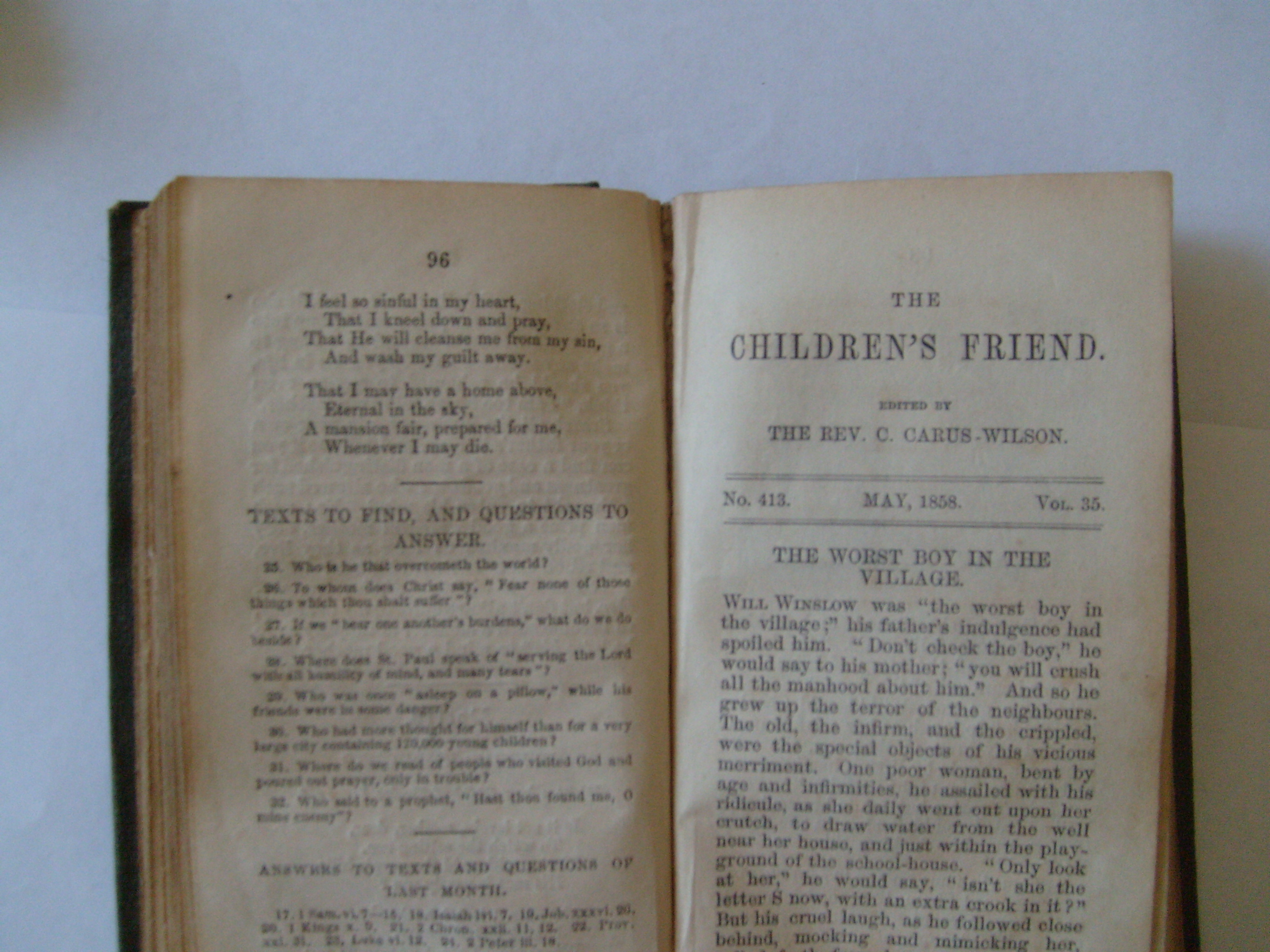
Uma das últimas edições de pequeno formato

The Children's Friend foi uma revista britânica para crianças, em partes mensais, publicada pela primeira vez em 1824. Foi fundada pelo Rev. William Carus Wilson (1791–1859), que morava perto de Kirkby Lonsdale, onde a revista foi impressa inicialmente. Carus Wilson é talvez mais conhecido por ser retratado negativamente como o Sr. Brocklehurst em Jane Eyre (1847), de Charlotte Brontë.
Especialmente até a virada do século, The Children's Friend era essencialmente uma obra religiosa, promovendo uma "moralidade sombria", e encorajando em seu público jovem a leitura da Bíblia, evangelismo e obras de caridade. Em seus primeiros anos, ela "inculcou o bom comportamento por meio de terríveis advertências de condenação eterna para crianças abatidas por Deus, sem tempo para arrependimento, como punição por seus pecados." Gradualmente, mais material secular foi incluído. Os editores sucessores incluíam o irmão do fundador, Rev. C. Carus Wilson, e William Francis Aitken.
A justificativa de William Carus Wilson para embarcar na publicação da revista foi expressa aos seus jovens leitores na primeira edição:
Nos últimos cinco anos, enviei um folheto mensal de um centavo, chamado "THE FRIENDLY VISITOR". Era destinado a leitores jovens, bem como aos mais velhos; e sei que ele encontrou seu caminho muito nas escolas dominicais e nas mãos de jovens em outros lugares. Mas no espaço de doze páginas, não achei fácil, sempre dar o que se adequaria a todas as idades. Por isso, muitos amigos desejaram que eu dobrasse o tamanho e o preço do Friendly Visitor. Mas pensei que seria melhor mantê-lo como está; e publicar uma nova obra totalmente para os jovens, que chamo de "THE CHILDREN'S FRIEND".
O preço ainda era de um centavo na década de 1860 e tinha dezesseis páginas.
The Children's Friend foi publicada em duas séries, de 1824 a 1860 e de 1861 a 1930.
Algumas das ilustrações foram feitas por Harrison Weir (1824-1906).